# Ошаровский сельсовет
Ошаровский сельсовет — административно-территориальная единица, выделявшаяся в составе Байкитского района. Впоследствии территориальная единица в составе того же и в дальнейшем Эвенкийского района.

## История
Информация о времени образования сельсовета разнится. Один и тот же источник указывает:
- «… С 1934 года Эвенкийский национальный округ являлся составной частью Красноярского края и состоял из трёх районов: Илимпийского, Байкитского и Тунгусско-Чунского и 17 сельских советов: Нидымский, Учамский, Тутончанский, Ногинский, Кислоканский, Экондинский, Чириндинский, Ессейский, Ванаварский, Стрелковский, Чемдальский, Муторайский, Байкитский, Куюмбинский, Ошаровский, Полигусовский, Суломайский»;
- «До 1937 года п. Ошарово назывался факторией „Бачинская“. В 1937 году фактория „Бачинская“ переименована на факторию „Сталино“. Начало образования Совета на фактории можно считать 1929 год, когда Байкитский РИК прислал своего уполномоченного, который и организовал Туземный родовой Совет, далее кочсовет, а с 1958 года — Сталинский сельский Совет депутатов трудящихся[4]. В 1962 году, учитывая пожелания жителей, фактория Сталино Байкитского района переименована на факторию Ошарово, а Сталинский сельский Совет депутатов трудящихся в Ошаровский сельский Совет депутатов трудящихся. С 1977 года, со дня принятия новой Конституции СССР, Советы стали называться Советы народных депутатов»[5].

1 января 1992 года сельсовет был упразднён и была образована Ошаровская сельская администрация.
1 января 1995 года — из состава Ошаровской сельской администрации была администрация выделена села Мирюга.
Законом Эвенкийского автономного округа от 07.10.1997 № 63 сельсовет был утверждён как территориальная единица.
С 1 ноября 2004 года на территории Эвенкийского автономного округа был образован Эвенкийский муниципальный район, в границах сельсовета было образовано сельское поселение посёлок Ошарово.
Административный район был образован в 2006 году и в его составе Полигусовский сельсовет сохранялся до 2010 года.
В 2010 году были приняты Закон об административно-территориальном устройстве и реестр административно-территориальных единиц и территориальных единиц Красноярского края, провозгласившие отсутствие сельсоветов в Таймырском Долгано-Ненецком и Эвенкийском районах как административно-территориальных единицах с особым статусом, посёлки Ошарово и Таимба непосредственно вошли в состав Эвенкийского района как административно-территориальной единицы с особым статусом.
Сельсовет выделялся как единица статистического подсчёта до 2002 года.
В ОКАТО сельсовет как объект административно-территориального устройства выделялся до 2011 года.

## Состав
| № | Населённый пункт | Тип населённого пункта | Население |
| - | ---------------- | ---------------------- | --------- |
| 1 | Ошарово          | посёлок                | ↘69       |
| 2 | Таимба           | посёлок                | 0         |

До 1937 года посёлок Ошарово назывался факторией Бачинской, с 1937 до 1962 фактория Сталинская.

### Упразднённые населённые пункты
В 2017 году был упразднён посёлок Таимба.